# Договор за ликвидиране на ракетите със среден обсег на действие
Договорът за ликвидиране на ракетите със среден обсег (на английски: Intermediate-Range Nuclear Forces Treaty; на руски: Договор о ликвидации ракет средней и меньшей дальности) е споразумение от 1987 г. между Съединените щати и Съветския съюз.
Подписан е във Вашингтон от държавните глави на САЩ и СССР - президента на САЩ Роналд Рейгън и председателя на Президиума на Върховния съвет на СССР Михаил Горбачов, на 8 декември 1987 г. След ратифициране от Сената на САЩ (27 май 1988 г.) влиза в сила след подписване от Рейгън и Горбачов в Московския Кремъл на 1 юни същата година Официално е озаглавен Договор между Съединените американски щати и Съюза на съветските социалистически републики за премахване на техните ракети със среден и малък обсег.
Договорът урежда премахването на ядрените и конвенционалните (неядрени) наземни балистични ракети със среден и малък обсег (достигащи цел на 500 до 5500 километра или 300 – 3400 мили).

## История
Очаквало се по-големият обсег, по-голямата точност, мобилност и ударна сила на новите съветски ракети SS-20 да променят сигурността на Западна Европа. След дискусии НАТО се съгласява да приеме 2-етапна стратегия – първо да започне преговори със Съветския съюз за контрол на въоръжението, за да се намалят съветският и американският арсенал от ядрени ракети със среден обсег (intermediate-range nuclear forces, INF)), и второ – да разположи в Европа в началото на 1983 г. до 464 наземни, крилати ракети „Круз“ (Ground-launched cruise missiles, GLCM)) и 108 балистични ракети „Пършинг II“. Към края на 1970 г. НАТО има ясно превъзходство над СССР в системите INF, защото съветските войски притежават само течногоривни с 1 бойна глава, много неточни и лесно унищожими балистични ракети със среден обсег и няколкостотин, остарели, дозвукови средни бомбардировачи Ту-16 и по-нови свръхзвукови Ту-22. За сравнение в същия момент НАТО и USAFE притежават бомбардировачи „Мираж IV“, V bomber (V-force) и съвременни бомбардировачи F-111 в допълнение с френски, британски и американски точни, твърдогоривни балистични ракети със среден и малък обсег, разположени в Европа и съседните ѝ води. Съветските опити да се затвори тази пропаст чрез ракетите SS-20 и бомбардировачите Ту-22М са посрещнати от НАТО чрез осигуряване на ядрено предимство на Западния алианс в Европа благодарение на GLCM и ракетни установки „Пършинг II“.
Въпреки недоволство на Съветския съюз от разполагането на американски оръжия в Европа, Москва се съгласява на открити преговори и предварителни обсъждания в Женева през 1980 г. Официалните преговори започват през септември 1981 г. с американско предложение – „нулев вариант“ – за пълното премахване на всички ракети „Пършинг“, GLCM, SS-20, SS-4 и SS-5. След несъгласие относно изключването на британски и френски системи за доставка през ноември 1983 г. преговорите са спрени от съветската делегация. През 1984 г., въпреки общественото недоволство, САЩ започват да разполагат INF системи в Западна Германия, Италия и Обединеното кралство.
През март 1986 г. преговорите между САЩ и Съветския съюз са възобновени, като обхващат не само INF въпроси, но и отделни проблеми, свързани със стратегическите оръжия – Договор за стратегическо разоръжаване (Strategic Arms Reduction Treaty, START I) и космически въпроси. В края на 1985 г. страните се движат към ограничаване на INF системите в Европа и Азия. На 15 януари 1986 г. М. Горбачов обявява съветското предложение за забрана на всички ядрени оръжия от 2000 г., което включва и INF ракетите в Европа. Това предложение е отхвърлено от САЩ. Вашингтон предлага в отговор поетапно намаляване на INF установките в Европа и Азия, до пълното им премахване до 1989 г. Не са наложени никакви ограничения върху френски и британски ядрени сили.
Поредица от срещи през август и септември 1986 г. достигат връхната си точка в срещата на върха в Рейкявик между Рейгън и Горбачов на 11 октомври 1986 г. Споразумяват се за премахване на INF системите от Европа и да бъде създадено световно ограничение за до 100 бойни глави със среден обсег. Горбачов предлага също по-дълбоки промени в стратегическите отношения. По-подробни преговори продължават през цялата 1987 г., подпомогнати през август от решението на западногерманския канцлер Хелмут Кол за едностранното премахване на съвместните американско-западногермански „Пършинг“ системи. Текстът на договора е окончателно уточнен през септември 1987 г. На 8 декември 1987 г. договорът е подписан официално от президента Рейгън и от председателя на Президиума на ВС на СССР Горбачов във Вашингтон.
До крайния срок на договора от 1 юни 1991 г. са унищожени общо 2692 такива оръжия – 846 от САЩ и 1846 от Съветския съюз. Съгласно договора, на всяка от договарящите се държави е позволено да проверява военните съоръжения на другата страна. На всяка страна е разрешено да обяви и запази за музейни изложби 15 неработещи ракети, 15 ракетни кутии и 15 установки.
На 10 февруари 2007 г. президентът на Русия Владимир Путин заявява, че договорът INF вече не служи на интересите на Русия. На 14 февруари руските телеграфни агенции ИТАР-ТАСС и Интерфакс цитират генерал Юрий Балуйевски, началник на Генералния щаб на въоръжените сили на Русия, който заявява, че Русия може да се отдръпне от INF и че решението ще зависи от действията на САЩ по предложената от американците Ground Based Midcourse система за противоракетна отбрана, части от която Вашингтон тогава възнамерява да разположи в Полша и Чехия (оттогава плановете са изоставени в полза на системи по морето и в Румъния – вижте Националната противоракетна отбрана).
Дан Блументал от American Enterprise Institute пише, че в действителност руският проблем с INF е, че Китай не е обвързан от него и продължава да създава свои собствени сили със среден обсег на действие.